# Todd Bodine

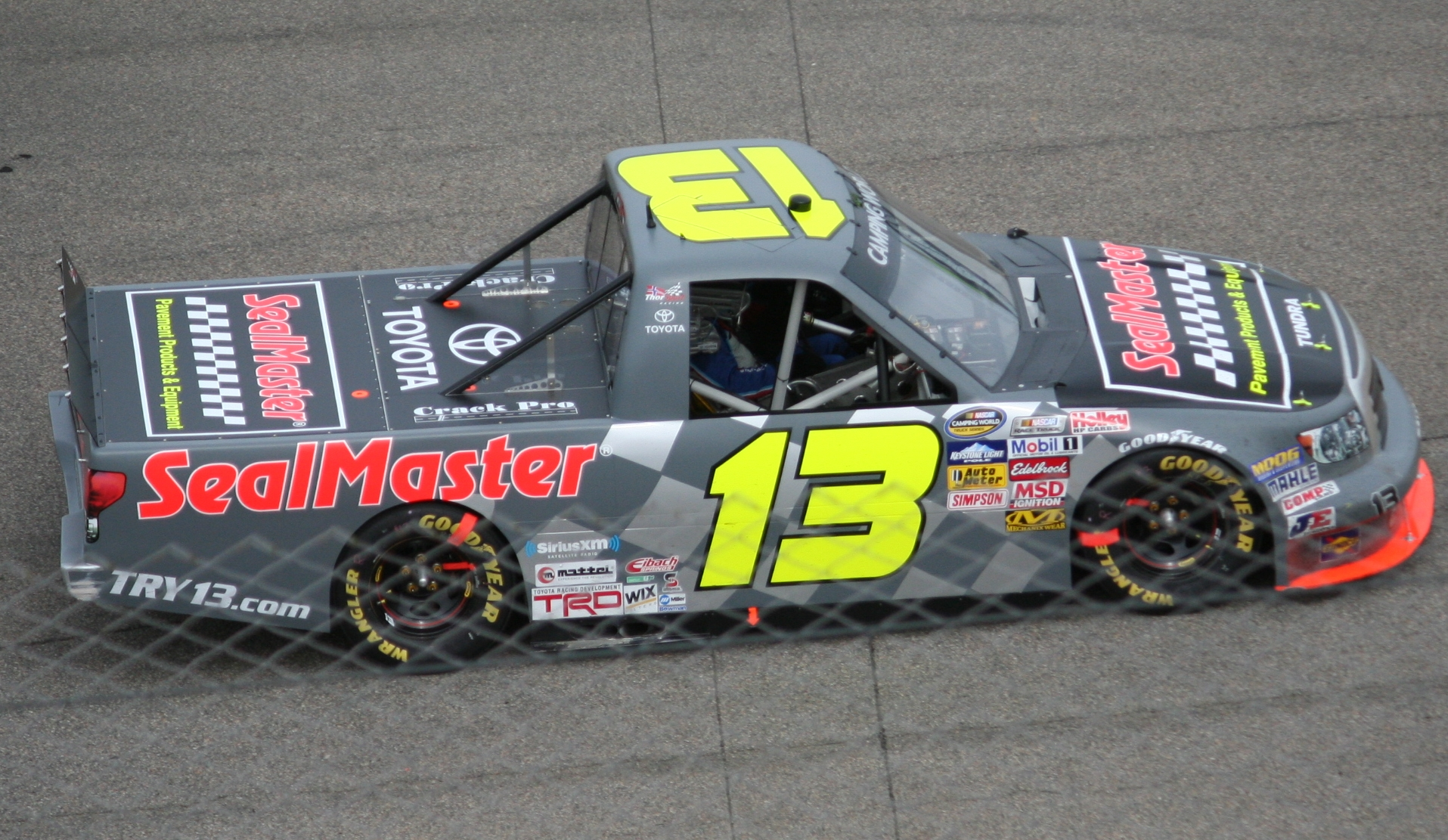
Todd Bodine auf Toyota 2013 in Rockingham

Todd Bodine (* 27. Februar 1964 in Chemung, New York) ist ein ehemaliger US-amerikanischer NASCAR-Rennfahrer. Er fuhr zwischen 1986 und 2017 in allen drei großen NASCAR-Divisionen. Er ist der jüngere Bruder der NASCAR-Cup-Series-Rennsieger Geoff und Brett Bodine. Im Gegensatz zu seinen Brüdern blieb er in der Cup-Serie sieglos, feierte in den beiden niedrigen NASCAR-Serie hingegen dafür einige Erfolge, darunter der Titelgewinn in der NASCAR Gander RV & Outdoors Truck Series in den Jahren 2006 und 2010.

## Karriere
Bodines NASCAR-Karriere begann 1986 in der Busch Series. Bei seinem Debüt auf dem Martinsville Speedway, den er auf einem Pontiac Ventura von Pistone Racing bestritt, landete er auf Platz 27.
Erst 1990 startete er wieder bei NASCAR-Rennen. Er startete erneut auf Pontiac in der Busch Series, mit einem dritten Platz als beste Platzierung. Er wurde 39. in der Gesamtwertung.
1991 fuhr er seine erste volle Saison, diesmal auf Buick in Team 34, und gewann im Budweiser 200 sein erstes NASCAR-Rennen. In der Gesamtwertung wurde er Siebter und verbesserte sich im Folgejahr mit drei Siegen auf den dritten Gesamtrang. Im selben Jahr gab er auf sein Winston-Cup-Debüt beim Budweiser At The Glen, wurde jedoch nur 37. 1993 gewann Bodine erneut drei Busch Series-Rennen, verschlechterte sich jedoch auf Gesamtrang neun. Er nahm auf an elf Cup Series-Rennen teil, mit einem 23. Platz als bestes Resultat, und wurde 40. im Endklassement.
1994 wechselte Todd Bodine schließlich Vollzeit in den Winston-Cup zu seinen Brüdern und fuhr einen Ford Thunderbird von Butch Mock Motorsports. Er fuhr siebenmal in die Top 10, mit einem dritten Platz beim Hooters 500 als bestes Resultat, was auch seine beste Platzierung in der höchsten NASCAR-Division bleiben sollte. Er wurde 20. der Endabrechnung und schloss die Saison damit nur knapp hinter seinen Brüdern Geoff und Brett ab, die 17. bzw. 19. wurden. Ein Kandidat auf den NASCAR Rookie of the Year Award war er allerdings nicht gewesen, da er dafür im Vorjahr schon zu viele Rennen bestritten hatte. Dies sollte auch seine beste Gesamtplatzierung bleiben.
1995 lief weniger gut und Bodine verschlechterte sich auf dem 33. Gesamtrang. Immerhin gelang ihm ein Sieg in der Busch Serie auf dem North Carolina Speedway, sein achter insgesamt. Zudem nahm er an fünf Rennen in der neuen NASCAR Camping World Truck Series auf einem Ford F150 teil und beendete alle davon in den Top 10.
Deshalb kehrte er 1996 in die Busch Series zurück und wurde mit einem Sieg auf Chevrolet zum zweiten Mal Gesamtdritter. Auch 1997 gewann er ein Rennen und musste sich aufgrund seiner Konstanz im Titelkampf nur Randy LaJoie geschlagen geben, nachdem der Sponsor des Teams pleitegegangen war.
1998 kehrte er in den Winston Cup zurück und fuhr erneut für Pontiac im Team ISM Racing. Die Saison wurde ein Desaster, Bodine startete nur bei 14 von 33 Rennen und wurde nur 41. Dafür startete er auch bei 13 Rennen in der Busch Series und schnitt dort deutlich besser ab, immerhin beendete er fünf Rennen in den Top 5.
1999 fuhr Bodine wieder Vollzeit in der Busch Series und wurde, obwohl er sieglos blieb, Gesamtvierter. Dasselbe wiederholte sich 2000, diesmal wieder mit einem Sieg.
2001 kehrte er überraschenderweise als Vollzeitfahrer in den Winston Cup zurück und fuhr mit Ford und Haas Carter Motorsports zwei Top-5-Platzierungen und drei Pole-Positions ein. Er wurde Gesamt-29. Doch auch in diesem Jahr bestritt er 16 Busch Series-Rennen, von denen er zwei gewann und wurde 27. in der Endwertung. Auch 2002 fuhr er in beiden Serien und wurde mit einem Sieg 23. in der Busch Series sowie mit einem fünften Platz als bestes Resultat 38. der Cup Series (beim Daytona 500 gingen außer ihm auch seine Brüder an den Start, wobei Geoff dritter wurde). In diesem Jahr hatte er allerdings in keiner Serie alle Rennen bestritten. Seine Brüder waren zu diesem Zeitpunkt schon als Vollzeitfahrer zurückgetreten.
2003 wurde Bodine abermals Vollzeitfahrer in der Cup Series und wurde mit seiner 21. und letzten Top-10-Platzierung beim Pennsylvania 500 Gesamt-31. Er nahm auch an 22 Busch Series-Rennen teil und gewann auf dem Darlington Raceway sein 15. und letztes Rennen in dieser Serie.
2004 trat Bodine in allen drei NASCAR-Divisionen an, erstmals seit 1995 auch wieder in der Truck Series. Während er im Winston Cup nicht über zwei 23. Plätze hinaus kam, fuhr er beim Saisonfinale in der Busch Series immerhin in die Top 5. Am erfolgreichsten jedoch war er jetzt in der Truck Series. Nach einem 20. und einem 15. Platz bestritt Bodine die letzten neun Rennen in Folge für Germain Racing auf einem Toyota Tundra. Obwohl er beim Saisonfinale die Qualifikation verpasste, gewann er zwei Rennen und wurde 27. der Gesamtwertung.
Damit war bereits klar, dass Bodine 2005 eine volle Truck Series-Saison fahren würde. Er gewann fünf Rennen und wurde Gesamtdritter hinter Ted Musgrave und Dennis Setzer. 2006 gelang ihm schließlich sein größter Erfolg als er, obwohl er nur drei Rennen gewann, die Meisterschaft für sich entscheiden konnte. Seine Hauptkonkurrenten waren Johnny Benson und David Reutimann gewesen. 2007 allerdings verpassierte er die Titelverteidigung und wurde mit zwei Siegen Vierter.
2008 folgte ein dritter Gesamtrang mit drei Siegen, 2009 ein vierter und zwei Siege. 2010 gewann Bodine vier Rennen und wurde zum zweiten Mal Champion. Damit ist er neben Ron Hornaday junior, Jack Sprague, Matt Crafton und Ben Rhodes einer von fünf Fahrern, die die Truck Series mehrfach für sich entscheiden konnten. 2011 lief weniger gut, so blieb Bodine sieglos und schloss die Saison als Siebter ab, zudem endete seine Zusammenarbeit für Germain Racing. 2012 wechselte Bodine zu Red Horse Racing und gewann wieder ein Rennen, verschlechterte sich jedoch auf Platz 14. 2013 ging Bodine nur noch bei acht Rennen an den Start, sieben davon bei ThorSport Racing als Teamkollege des späteren Champions Matt Crafton, und einen für Turner Scott Motorsports, diesmal allerdings auf einem Chevrolet Silverado. Mit drei elften Plätzen wurde er 28. im Endklassement.
Seinen letzten NASCAR-Start absolvierte Bodine 2017 auf einem Chevrolet SS in der zweithöchsten Division, die seit 2015 Xfinity Series heißt, auf dem Charlotte Motor Speedway. Er kam auf Platz 30 ins Ziel.
Derzeit arbeitet Bodine als Experte für FOX Sports 1 in der NASCAR-Truck-Serie im Wechsel mit Michael Waltrip.